# Julia Widgrén
Julia Widgrén, nata Julia Viktorina Rosalie Mariantytär Widgrén (Helsinki, 25 dicembre 1842 – Vaasa, 27 novembre 1917) è stata una fotografa finlandese, una delle prime donne fotografe professioniste del suo paese dopo Caroline Becker di Vyborg, che viene considerata la prima.

## Biografia
Le notizie in nostro possesso sono scarsissime, specie sulla sua formazione. Figliastra del fabbro Carl Wilhelm (1832-1910) e di Maria Christina Annasdotter Witmark (1818-1906), pare che avesse un fratello ed una sorellastra, anche se non è chiaro quale fosse il rapporto dei genitori, se fossero separati o divorziati, né sappiamo nulla sul padre naturale della ragazza. Vari documenti riportano Vaasa quale luogo di nascita ma l'Enciclopedia Storica Finlandese assegna la nascita ad Helsinki. Fu attiva a Vaasa negli anni che vanno dal 1866 al 1904 mentre nel periodo estivo aveva atelier, probabilmente con dipendenti, anche a Jakobstad e a Ilmajoki.

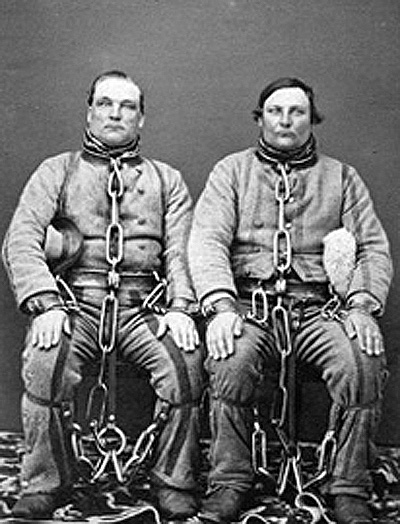
Antti Rannanjärvi (1828–1882) e Antti Isotalo (1831–1911), in catene, 1869

La fotografia di Widgrén più famosa è certamente quella che mostra i due banditi e criminali Antti Isotalo e Antti Rannanjärvi, resisi protagonisti di furti e accoltellamenti, realizzata nel 1869. Fu grazie anche a questa foto che la sua carriera poté decollare più velocemente perché fu esposta ad una mostra a Vaasa e richiamò l'attenzione di un folto pubblico. È probabile che l'originale della foto sia una lastra di vetro al collodio umido che però sembra essere scomparsa, come sono sparite altre lastre, mentre sono rimaste le copie cartacee.
Nel 1876 Widgrén si dedicò alla fotografia etnografica per la quale realizzò una serie, famosa perché vi compare l'immagine di una sposa di Vörå. Inoltre, per renderle più verosimili, colorò a mano i costumi popolari della zona dell'Ostrobotnia che furono in seguito riprodotti dai pittori Rudolf Åkerblom e Arvid Liljelund.
Negli anni Novanta dell'Ottocento intraprese dei viaggi di studio per approfondire la propria conoscenza sulle novità fotografiche, fermandosi in varie città del centro Europa, tra cui Berlino, Copenaghen e Stoccolma. Successivamente, allargò il proprio orizzonte alla fotografia urbana e al paesaggio, in particolare della città di Vaasa.

## Galleria d'immagini

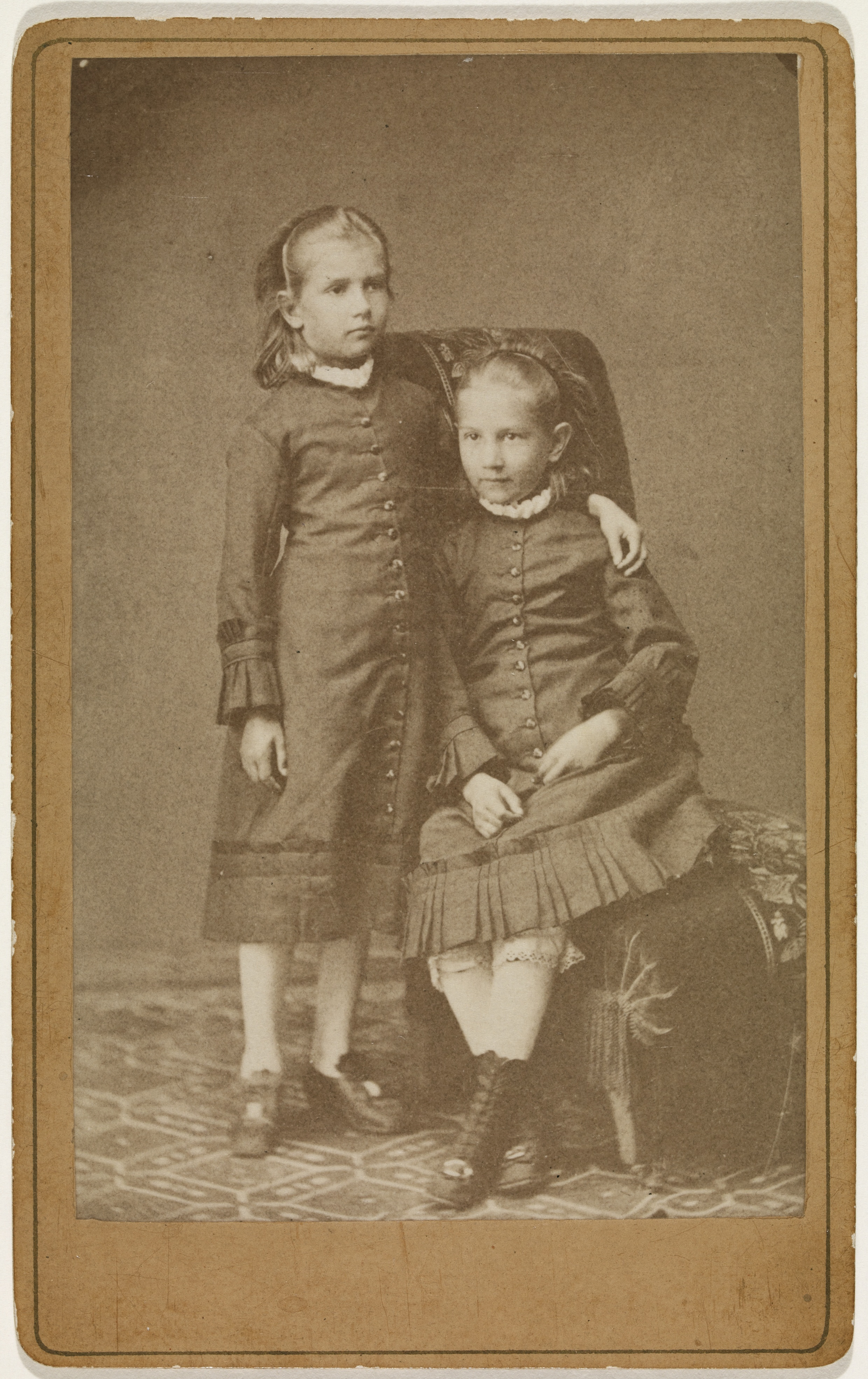
I bambini Ester and Jenny Elfving, 1870
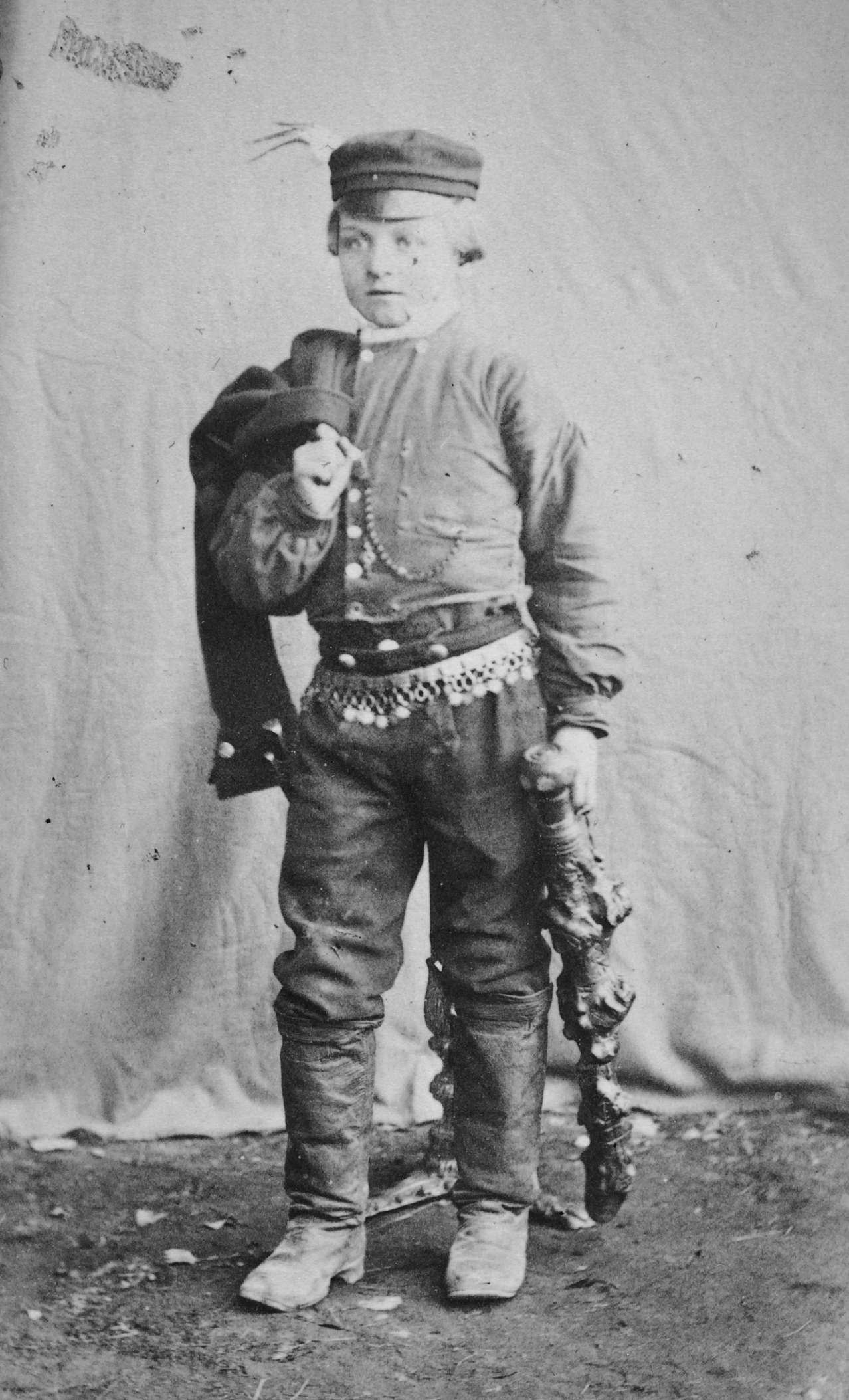
Ragazzo finlandese a Vörå con costume tipico, 1876
L'attore Zachris Zachrisson (1850-1909), 1880 circa
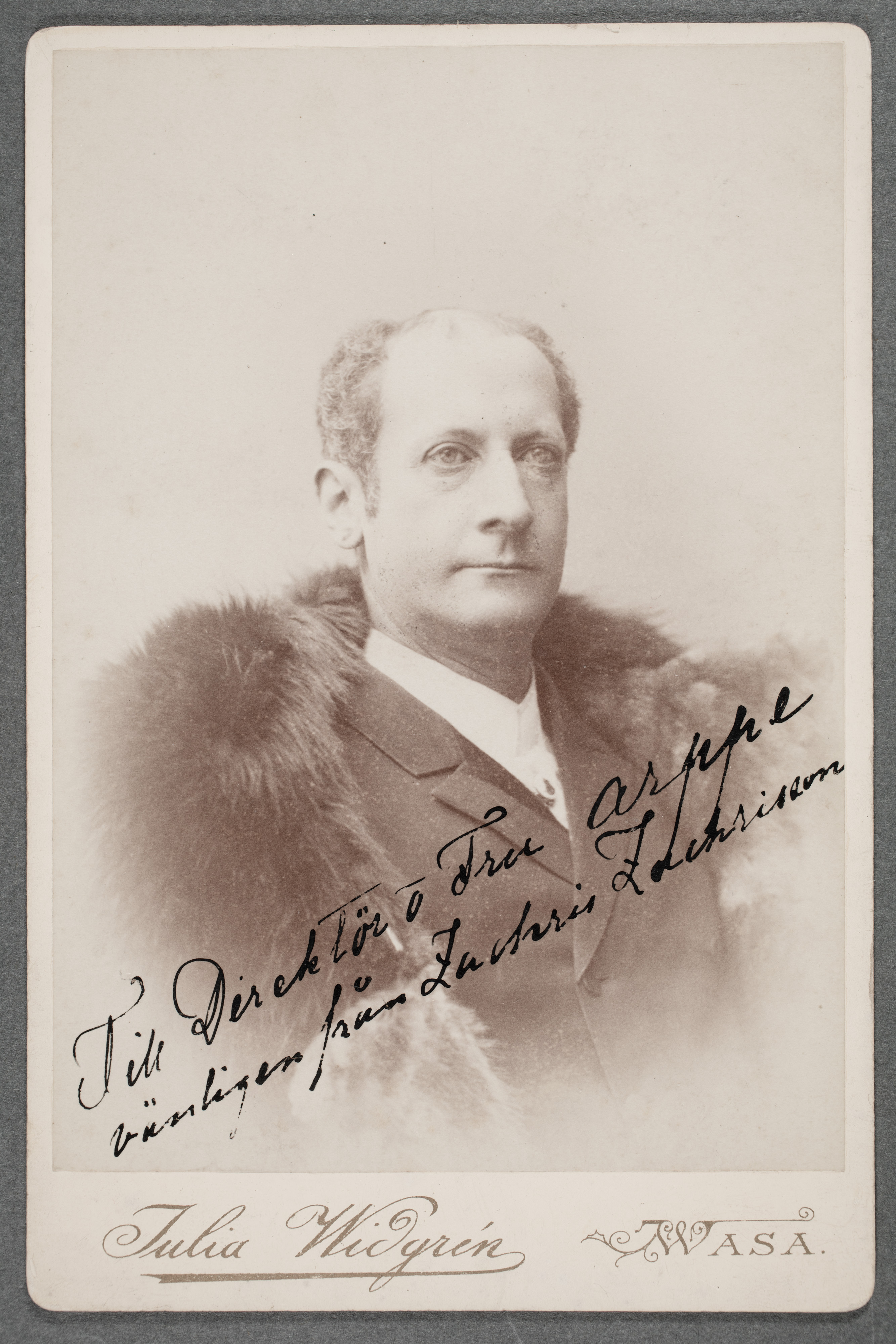
L'attore Zachris Zachrisson, 1890
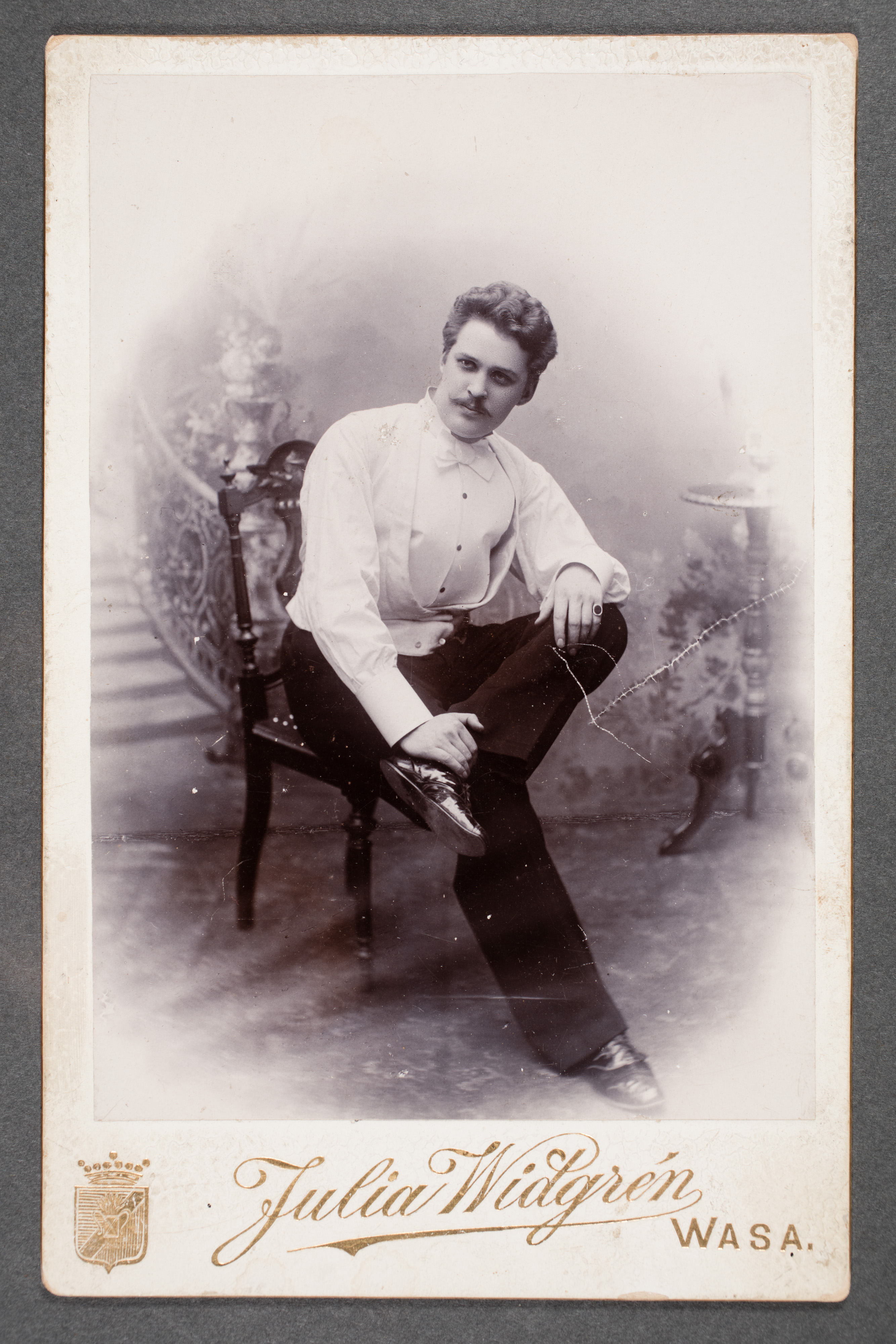
L'attore e regista Konrad Tallroth (1872-1926), 1890
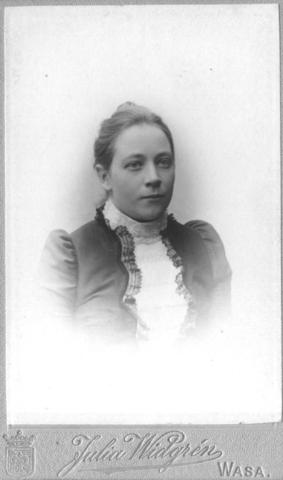
La fondatrice e direttrice del collegio femminile di Vaasa, Elin Ansas, 1904